# Heinrich Scheidemann
Heinrich Scheidemann (cap al 1595 - 1663) era un organista i compositor alemany de principis del Barroc, i pel que fa a l'orgue, el més conegut a Alemanya del Nord a la primera meitat del segle xvii. Va ser un precursor important de Dietrich Buxtehude i J. S. Bach.

## Biografia
Va néixer a Wöhrden, Holstein (Alemanya). El seu pare David Scheidemann (1570-1625), era organista tant a Wöhrden com a Hamburg. Probablement va ser el seu primer professor. Estudià amb Sweelinck a Amsterdam del 1611 al 1614, del qual va ser un dels alumnes favorits. Sweelinck li dedicà un motet abans que Scheidemann retornés a Alemanya. Cap al 1629, i possiblement abans, Scheidemann ja era a Hamburg com organista a l'església de Santa Caterina (Katharinenkirche), un càrrec que ocupà durant més de trenta anys, fins a la seva mort a Hamburg a començament de l'any 1663 a causa d'un brot de pesta.

## Música i influència
Scheidemann va ser famós com a organista i compositor, com ho evidencia l'àmplia distribució de les seves obres. Ha sobreviscut més música d'orgue de Scheidemann que de cap altre compositor del seu temps. A diferència d'altres compositors alemanys de l'època, com Praetorius, Schütz, Scheidt i Schein, que componien en la majoria dels gèneres i estils, Scheidemann va escriure fonamentalment música per a l'orgue. Hi ha també algunes cançons, així com algunes peces per a clavecí, però molt poca cosa si ho comparem amb la quantitat de la producció per a orgue.
La contribució de Scheidemann a la literatura organística, i a la música del barroc en general, van ser les característiques dels seus corals. Es poden agrupar en tres tipus bàsics: 
- Arranjaments d'un cantus firmus, que vindria a ser un primer tipus de preludi coral.
- Arranjaments monòdics, que imitarien l'estil del primer Barroc amb un solo vocal monòdic damunt del baix continu però adaptat per a orgue sol.
- Fantasies corals molt elaborades, que serien aportacions innovadores fonamentades en l'estil per a teclat de Sweelinck, però utilitzant els grans recursos de l'orgue del Barroc alemany que estava en ple desenvolupament.
- El llibre coral Melodeyen Gesangbuch en col·laboració amb Hieronymus Praetorius, Joachimum Deckerum, Jacob Praetorius (el jove) que es publicà a Hamburg, 1604.[2]

A més a més dels seus arranjaments de corals, també va compondre arranjaments del Magnificat, no només en diverses parts sinó donant-li una forma cíclica, un tractament de l'estructura musical de moviment múltiple, un recurs que no tornaria a fer-se servir fins al segle xix.